# Rubci
Rubci (ukr. Рубці) – wieś na Ukrainie, w obwodzie donieckim, w rejonie kramatorskim. W 2023 liczyła 387 mieszkańców.